# Herbert Peter (Komponist)
Herbert Peter (* 11. März 1926 in Weimar; † 11. April 2010) war ein deutscher Landeskirchenmusikdirektor und Komponist.

## Leben
Herbert Peter studierte von 1945 bis 1949 Kirchenmusik an der Hochschule für Musik Franz Liszt Weimar. Seine erste Stelle trat er 1949 als Kantor und Organist in Bad Berka an. Von 1950 bis 1961 war Herbert Peter Dozent für Orgelspiel, Tonsatz und angrenzende Fächer an der Thüringer Kirchenmusikschule Eisenach. 1961 berief man ihn dort als Direktor, dieses Amt bekleidete er bis 1988.
1961–1991 wirkte er als Landeskirchenmusikdirektor an der evangelisch-lutherischen Kirche in Thüringen. Gleichzeitig war er von 1961 bis 1984 Kantor an der Georgenkirche Eisenach und Leiter des Eisenacher Bachchores. Seit 1992 lebte er zusammen mit seiner Frau im Ruhestand in Witzenhausen (Nordhessen).

## Werke (Auswahl)
Kompositionen vor allem für Chor a cappella und mit Orchester, für Orgel und für Posaunenchöre sowie Orchester- und Kammermusik.
- Tokkata, Arioso und Vivace für Orgel (1972)
- Triptychon für Orgel und Pauken (upala records Nr. 99025)
- Quartett für Fl, Vl, Vla, Vc (upala records Nr. 99028 „A Quattro“)